# 马格努斯·古德曼
马格努斯·古德曼（英語：Magnus Goodman，1898年3月18日—1991年7月18日），加拿大男子冰球运动员，场上位置是前锋。他曾代表加拿大国家队参加1920年夏季奥林匹克运动会冰球比赛，获得一枚金牌。